# DDR's nationalvåben
Østtysklands statsvåben bestod fra 1953 til 1990 af en hammer og en passer omgivet af en krans af rugaks omviklet med et bånd i de tyske national-farver sort, rød og gul. Hammeren symboliserede arbejderklassen, passeren symboliserede intelligentsiaen og kornaksene symboliserede bondestanden. I 1959 blev passerens retning vendt. Det af DDR fra 1950 til 1953 anvendte statsvåben bestod kun af hammeren og kornaksene, og symboliserede DDR's status som "arbejder- og bondestat".
Omgivet af ordene "für den Schutz der Arbeiter- und Bauernmacht" ("til beskyttelse af arbejder- og bondemagten") og en laurbærkrans fungerede statsvåbnet som symbol for Østtysklands væbnede styrker. Placeret på en mange-takket stjerne fungerede statsvåbnet som symbol for det østtyske politi.
Den endelige version af statsvåbnet blev indført ved lov den 26. september 1955 og tilføjet til det østtyske flag ved en lov af 1. oktober 1959. Statsvåbnet blev afskaffet den 31. maj 1990 efter en beslutning i det første demokratisk valgte østtyske parlament.
Igennem flere år var fremvisning af det østtyske statsvåben og flag forbudt i Vesttyskland, og politiet greb ind overfor overtrædelser. I 1969 blev forbuddet ophævet som led i Willy Brandts Ostpolitik.
I 2004 blev en tysk forretningsmand nægtet at registrere det østtyske statsvåben som varemærke, da man fandt at der var tale om et symbol, der var almindeligt brugt til mærkning af varer fra det tidligere DDR.
Det østtyske statsvåben er blevet sammenlignet med frimurernes brug af en passer og en vinkel som symbol. Denne lighed afvises dog som en tilfældighed.
- Det første statsvåben 
 (12. januar 1950 - 
 28. maj 1953)
- Det andet statsvåben 
 (28. maj 1953 - 
 26. september 1959)
- Det østtyske politis symbol
- De østtyske væbnede styrkers symbol